# 那須モータースポーツランド
那須モータースポーツランド（なすモータースポーツランド）は、栃木県那須塩原市にあるバイク専用のサーキット。

## 概要
オートバイの買取・販売店を全国で運営する株式会社レッドバロンが経営するサーキットである。初心者やリターンライダーを対象に全運転講習会や雑誌・スポンサー主催の走行会、スポーツ走行など様々なイベントを展開している。
1989年にバイク用品メーカーのクシタニが那須エクスプローラーサーキットの名称で建設、当初からバイク用サーキットとして提供されていた。その後、株式会社エース興業に所有権が移って現名称に変更されるとともに自動車での走行も可能となり運営は続いたが、2004年12月に一度閉鎖された。その後、レッドバロンが取得し2006年7月に再度バイク専用サーキットとして営業を再開した。那須モーターランドあるいは那須サーキットと略されることがある。

## 主な設備
以下は公式サイトの情報
- ピット - 12区画
- パドック - 普通車70台収容
- 正面駐車場 - 70台駐車可能
- 時計システム - 自動タイム計測可能、最大180台まで（同時計測は最大60台まで）、リアルタイム表示、プリントアウト機能

## アクセス
- 東北自動車道 那須ICより約25分